# Jiří Josef Camel
Jiří Josef Camel (o Georg Joseph Kamel) (21 de abril de 1661, Brno, Moravia, actual República Checa - 2 de mayo de 1706, Manila, Filipinas), también conocido por su apellido en latín Camellus, fue un botánico y misionero jesuita, en las Filipinas.
El género Camellia (entre Camelilias pertenen las plantas del té) fue nombrada en su honor por Carlos Linneo. Era originalmente de Moravia, y escribió Herbarium aliarumque stirpium in insula Luzone Philippinarum (Hierbas y Plantas Medicinales de la isla de Luzón, Filipinas). Partes de ese trabajo sobre plantas orientales se publicó como un apéndice en la obra del maestro botánico inglés, John Ray, en Historia plantarum; species hactenus editas insuper multas noviter inventas & descriptas complectens en 1704, y en "Transcripciones de Filosofía de la Real Sociedad" de Londres.
Fue enviado a las Marianas en 1683, y luego transferido a las Filipinas en 1688. Kamel establece una farmacia en Manila, la primera en tal país, donde la gente pobre suplicaba por remedios gratis.

## Obra
Una parte sustancial de su obra no fue publicada todavía. Su mayoría se encuentra en el British Museum en Londres, y 260 dibujos de plantas medicinales, animales y minerales en la Facultad de Teología en Leuven, Bélgica. Algunas copias de sus obras se encuentran en su ciudad natal de Brno, República Checa. Entre sus publicaciuones pertenecen:
- „Herbarium aliarumque stirpium in insula Luzone Pilippinarum primaria nascentium Syllabus” o "Overview of plants and shrubs growing on Luzon" publicada en 1697-1698 conocida como la primera descripción de la flora de Filipinas
- „Hortus indicus“
- „de Monstris et Monstruosis“
- „Descriptiones fructicum et arborum Luzonis… “
- „Observationes de Avibus Philippensibus“ - primera descripción de aves filipinas de 1702 en Philosophical Transactions of the Royal Society

La Unesco citó el 300º aniversario de su deceso, en 2006, entre los aniversarios importantes a nivel mundial.

## Honores

### Eponimia
- (Theaceae) Camellia L.[2]
- La abreviatura «Kamel» se emplea para indicar a Jiří Josef Camel como autoridad en la descripción y clasificación científica de los vegetales.[3]